# Bonnie Wright
Bonnie Francesca Wright (Londres, 17 de fevereiro de 1991) é uma atriz, modelo, realizadora, produtora e roteirista britânica. Ela é mais conhecida por ter interpretado a personagem Gina Weasley na série de filmes Harry Potter.

## Biografia
Bonnie Francesca Teague Wright nasceu em 17 de fevereiro de 1991, Londres, Inglaterra. É a segunda filha de Sheila Teague e Gary Wright; os dois designers da grife Wright & Teague. Seu irmão mais velho se chama Lewis.
Em 1999, a audição para Harry Potter havia começado e, Lewis, como um grande fã dos livros, lembrou logo de Bonnie - que nunca tinha atuado desde então, apenas em teatros escolares -, disse à garota que ela parecia com a personagem Gina Weasley. Bonnie disse de brincadeira à mãe que gostaria de ir à audição, e ela levou o assunto a sério, inscreveu Bonnie e... bem, logicamente ela foi selecionada. Perguntando para Bonnie o que a fez conseguir o papel, ela disse: "Determinação. Eu incorporei a minha personagem Gina durante toda a audição". Graças ao seu carisma e sua excelente atuação, ela continuou a reprisar o papel nos filmes seguintes.
Enquanto estava filmando, Bonnie tinha aulas particulares nos sets de filmagens. Na pausa, ela comparecia à The King Alfred School, uma escola londrina conhecida por lecionar várias crianças do meio artístico. Bonnie disse que isso a ajudava a ter uma vida mais normal, pois todos os seus colegas estavam na mesma situação "trabalhista" que ela.
Além de Harry Potter, Bonnie também atuou em As Aventuras da Família Robinson, Agatha Christie: A Life in Pictures (no qual ela só aparece em flashs, então ela não tem nenhuma fala) e no curta-metragem Geography of the Hapless Heart: Sweat. Bonnie disse em diversas entrevistas que, depois de HP, ela não pretende fazer parte de nenhum outro filme com efeitos especiais, apenas filmes nos quais a história gira em torno dos personagens envolvidos - os chamados "dramas". E estes três filmes citados refletem bem o caráter sério que Bonnie pretende seguir daqui para frente.
Bonnie também fez trabalhos de dublagem, para o seriado Os Substitutos em um capítulo especial e para os jogos Harry Potter e a Ordem da Fênix e Harry Potter e o Enigma do Príncipe.
Além de atuar muito bem, Bonnie mostrou que é uma garota ética. Em 2009, aceitou sem cobrar cachê ser embaixadora da ONG Made-By, que cuida do meio ambiente. Um detalhe interessante é que a loja People Tree, patrocinadora da grife da co-star de Bonnie, Emma Watson, chamada Love from Emma, é subordinada a essa ONG. Mas Bonnie desmentiu quaisquer desentendimentos com a atriz a respeito disso, apesar de todos os rumores de uma suposta "briga fashion".
Bonnie também vem mostrando outro talento, que é modelar. Ela é a garota-propaganda da grife de jóias de seus pais que, em parceria com a Oxfam - uma ONG que luta contra a pobreza mundial -, estão desenvolvendo uma linha limitada de jóias sustentáveis que estão sendo produzidas na Índia e serão vendidas no Reino Unido. Quem tirou suas fotos para a campanha foi seu irmão, Lewis Wright. Em 2010, Bonnie também assinou um contrato com a agência de modelos Next Model, uma das mais sérias e famosas no ramo.
Enquanto gravava Harry Potter e o Enigma do Príncipe, Bonnie prestou os A Levels para Arte, Fotografia, Design Tecnológico e Inglês. Bonnie tirou em todas as suas provas as notas A e B, e foi aprovada para estudar na London College of Communications, e está fazendo faculdade de cinematografia. Depois ela pretende estudar sobre Shakespeare... Mas não se preocupe: Bonnie assegurou que continuará atuando.

## Moda e sustentabilidade
Depois de sua atuação em Harry Potter e o Enigma do Príncipe, Bonnie ficou muito mais famosa tanto no mundo artístico quanto no mundo fashion. Em 2009, Bonnie Wright aceitou, sem cobrar cachê, ser a embaixadora de uma organização não-governamental chamada Made-By. A Made-By avalia as linhas de roupas antes que elas entrem no mercado, para constatar se suas maneiras de produção são sustentáveis. Se forem, elas recebem um selo de aprovação, e a pessoa pode tranquilamente comprar a roupa sabendo que também está contribuindo para o meio ambiente.
Em entrevista ao Daily Mail, Bonnie disse a respeito da Made-By que "acha muito importante a sensibilização começar logo na infância, de modo que isso se defina e se torne um hábito. Foi ótimo encontrar algo que possa fazer parte e que acompanha seus interesses em moda e sustentabilidade, e espera que, como porta-voz dos jovens, possa promover nossa geração a abraçar esta ideia."
No começo de 2010, Bonnie também se tornou a garota-propaganda da grife de jóias de seus pais que, em parceria com a Oxfam, desenvolveu uma linha sustentável que é produzida na Índia. Quem tirou suas fotos para a campanha foi seu irmão, também designer, Lewis Wright.
E ainda em 2010, Bonnie assinou contrato com a agência de modelo NEXT Model, uma das maiores no ramo. Após isso, fez editoriais de moda para revistas renomadas como Vanity Fair e InStyle.

## Filmografia

### Cinema e Telivisão
| Ano  | Título                                        | Personagem            | Nota                  |
| ---- | --------------------------------------------- | --------------------- | --------------------- |
| 2018 | A Christmas Carol                             | Nell                  |                       |
| 2015 | Those Who Wander                              | Zoe                   |                       |
| 2015 | Who Killed Nelson Nutmeg?                     | Diane                 |                       |
| 2014 | My Dad Is Scrooge                             | Connie (voz)          |                       |
| 2014 | Sweat                                         | Mia                   | Curta-metragem        |
| 2014 | How (Not) to Rob a Train                      | Little Girl Bandit    | Curta-metragem        |
| 2013 | Before I Sleep                                | Phoebe                |                       |
| 2013 | After the Dark                                | Georgina              |                       |
| 2013 | The Sea                                       | Rose                  |                       |
| 2011 | Harry Potter and the Deathly Hallows – Part 2 | Ginna Weasley         |                       |
| 2010 | Harry Potter and the Deathly Hallows – Part 1 | Ginna Weasley         |                       |
| 2010 | Harry Potter and the Forbidden Journey        | Ginna Weasley         | Curta-metragem        |
| 2009 | Harry Potter and the Half-Blood Prince        | Ginna Weasley         |                       |
| 2007 | The Replacements                              | Vanessa               | Apenas voz; Telefilme |
| 2007 | Harry Potter and the Order of the Phoenix     | Ginna Weasley         |                       |
| 2005 | Harry Potter e o Cálice de Fogo               | Ginna Weasley         |                       |
| 2004 | Agatha Christie: A Life in Pictures           | Agatha Christie jovem | Telefilme             |
| 2004 | Harry Potter e o Prisioneiro de Azkaban       | Ginna Weasley         |                       |
| 2002 | Harry Potter and the Chamber of Secrets       | Ginna Weasley         |                       |
| 2002 | Stranded                                      | Sarah jovem           | Telefilme             |
| 2001 | Harry Potter e a Pedra Filosofal              | Ginna Weasley         |                       |

### Jogo eletrônico
| Ano  | Título                                        | Personagem    | Nota                  |
| ---- | --------------------------------------------- | ------------- | --------------------- |
| 2011 | Harry Potter and the Deathly Hallows – Part 2 | Ginny Weasley | Personagem do jogador |
| 2010 | Harry Potter and the Deathly Hallows – Part 1 | Ginny Weasley | Apenas voz            |
| 2009 | Harry Potter and the Half-Blood Prince        | Ginny Weasley | Personagem do jogador |
| 2007 | Harry Potter and the Order of the Phoenix     | Ginny Weasley | Apenas voz            |

### Diretora
| Ano  | Título                           | Papel                            | Nota                                                                                                  |
| ---- | -------------------------------- | -------------------------------- | --- |
| 2019 | Fallible                         | Diretora                         | Seu trabalho mais recente é um videoclipe do novo artista Maguire, filmado em Santa Monica Mountains. |
| 2018 | Iguana Bird                      | Diretora                         | Um videoclipe para o novo single de Pete Yorn e Scarlett Johansson, que estreou na revista PAPER.     |
| 2018 | Taught You How To Feel           | Diretora                         | O segundo videoclipe de Sophie Lowe e seu novo single.                                                |
| 2018 | Medusa's Ankles                  | Diretora                         | Adaptação cinematográfica do livro Medusa's Ankles da autora A. S. Byatt                              |
| 2017 | Phone Calls                      | Diretora                         | Colaboração com o escritor Martin Cohn, estreou no Tribeca Film Festival.                             |
| 2016 | SEXTANT                          | Diretora                         | Corpo de trabalho composto por doze gravações curtas.                                                 |
| 2014 | Fade to Gold                     | Diretora                         | Curta-metragem para LoveGold e Wright & Teague                                                        |
| 2014 | Know Thyself                     | Diretora, roteirista e produtora | Curta-metragem; Estreou no NewFilmmakers NY em 10 de fevereiro de 2016                                |
| 2013 | Dreaming                         | Diretora                         | Videoclipe de Sophie Lowe                                                                             |
| 2012 | Sea Ess                          | Diretora                         | Videoclipe de George Schuster                                                                         |
| 2012 | Separate We Come, Separate We Go | Diretora e roteirista            | Curta-metragem; Estreou no Festival de Cannes de 2012                                                 |

## Teatro
| Ano  | Título              | Personagem | Nota                |
| ---- | ------------------- | ---------- | ------------------- |
| 2013 | The Moment of Truth | A Garota   | Southwark Playhouse |